# Gianpiero Lambiase
Gianpiero Lambiase (Londres, 14 de outubro de 1980), também conhecido como GP, é um engenheiro ítalo-britânico que atualmente é o chefe de corrida da equipe de Fórmula 1 da Red Bull e engenheiro de corrida de Max Verstappen.

## Carreira
Lambiase começou sua carreira na Fórmula 1 em 2005 com a Jordan e trabalhou com a equipe de Silverstone por dez anos, mesmo após a equipe ser transformada na Midland, Spyker e Force India. Em 2008, ele trabalhou como engenheiro de desempenho para Giancarlo Fisichella guiando o italiano para a primeira pole position e pódio da Force India no Grande Prêmio da Bélgica de 2009.
Em 2010, Lambiase se tornou engenheiro de corrida de Vitantonio Liuzzi e quando o italiano saiu no final da temporada, assumiu a mesma função para Paul di Resta. Ele trabalhou com o escocês por três anos antes de ser substituído por Sergio Perez em 2014. Depois de trabalhar com o mexicano por uma temporada, ele se transferiu para a Red Bull Racing em busca de um novo desafio.
Na Red Bull, ele se juntou a Daniil Kvyat como engenheiro de corrida em 2015 e manteve sua posição quando Kvyat foi substituído por Max Verstappen. Em sua função atual como engenheiro de corrida, ele é responsável por todas as comunicações na pista com o piloto e pela configuração do carro de Fórmula 1. Lambiase é conhecido por ser extremamente direto e preciso em suas comunicações no rádio que Verstappen frequentemente elogia.
Em abril de 2022, Lambiase assumiu como chefe de engenharia de corrida da Red Bull Racing, substituindo Guillaume Rocquelin, ao mesmo tempo que manteve seu papel como engenheiro de corrida de Verstappen. Em setembro de 2024, foi divulgado que Lambiase iria assumir o novo cargo de chefe de corrida da Red Bull Racing, mas com ele continuando a fazer a engenharia de corrida para Verstappen. Em sua função expandida, Lambiase assumiu a responsabilidade geral pelas equipes de corrida, legado e construção de carros, além de fazer a ligação com o grupo de estratégia e regulamentos esportivos.